# Liste der Kulturdenkmale in Berlin-Grünau

Lage von Grünau in Berlin

In der Liste der Kulturdenkmale von Grünau sind die Kulturdenkmale des Berliner Ortsteils Grünau im Bezirk Treptow-Köpenick aufgeführt.

## Denkmalbereiche (Ensembles)
| Nr.      | Lage                                         | Offizielle Bezeichnung                                        | Bestandteile / Beschreibung                                                                                    | Bild                         |
| -------- | -------------------------------------------- | ------------------------------------------------------------- | --- | ---------------------------- |
| 09097822 | Regattastraße 191, 197, 211, 217, 223 (Lage) | Regattastrecke Grünau Baudenkmal siehe: Regattastraße 191/197 | Wassersportanlage, 1934–1990                                                                                   | Wassersportanlage, 1934–1990 |
| 09097822 | Regattastraße 191, 197, 211, 217, 223 (Lage) | Regattastrecke Grünau Baudenkmal siehe: Regattastraße 191/197 | Weitere Bestandteile des Ensembles:                                                                            |                              |
| 09097822 | Regattastraße 191, 197, 211, 217, 223 (Lage) | Regattastrecke Grünau Baudenkmal siehe: Regattastraße 191/197 | 09097823 – Regattastraße 211, Bootshaus West, 1934–1935 von Herbert Ruhl                                       |                              |
| 09097822 | Regattastraße 191, 197, 211, 217, 223 (Lage) | Regattastrecke Grünau Baudenkmal siehe: Regattastraße 191/197 | 09097824 – Regattastraße 217, Bootshaus Mitte, 1951–1952 von Ministerium für Aufbau, Projektierungsbüro Berlin |                              |
| 09097822 | Regattastraße 191, 197, 211, 217, 223 (Lage) | Regattastrecke Grünau Baudenkmal siehe: Regattastraße 191/197 | 09097825 – Regattastraße 223, Bootshaus Ost, 1934–1935 von Herbert Ruhl                                        |                              |
| 09097822 | Regattastraße 191, 197, 211, 217, 223 (Lage) | Regattastrecke Grünau Baudenkmal siehe: Regattastraße 191/197 | 09097826 – Regattastraße, Kassenhaus, 1936                                                                     |                              |
| 09097822 | Regattastraße 191, 197, 211, 217, 223 (Lage) | Regattastrecke Grünau Baudenkmal siehe: Regattastraße 191/197 | 09097827 – Regattastraße, Zielhaus, 1989–1990                                                                  |                              |
| 09097822 | Regattastraße 191, 197, 211, 217, 223 (Lage) | Regattastrecke Grünau Baudenkmal siehe: Regattastraße 191/197 | 09097828 – Regattastraße, Anzeigetafel, 1989–1990                                                              |                              |

## Denkmalbereiche (Gesamtanlagen)
| Nr.      | Lage                                              | Offizielle Bezeichnung                                               | Beschreibung                                                                       | Bild |
| -------- | ------------------------------------------------- | -------------------------------------------------------------------- | ---------------------------------------------------------------------------------- | ---- |
| 09045630 | Regattastraße 10 Bohnsdorfer Straße 24–24D (Lage) | Gaswerk Grünau                                                       | Ofen- und Apparatehaus, 1899                                                       |      |
| 09045630 | Regattastraße 10 Bohnsdorfer Straße 24–24D (Lage) | Gaswerk Grünau                                                       | Beamtenwohnhaus                                                                    |      |
| 09045630 | Regattastraße 10 Bohnsdorfer Straße 24–24D (Lage) | Denkmalverlust: Heizhaus                                             | Abgerissen um etwa 2000?                                                           |      |
| 09045812 | Regattastraße 161 (Lage)                          | Hotel-Restaurant Riviera                                             | Saalbau, um 1890, 1925 von Otto Gerth                                              |      |
| 09045812 | Regattastraße 161 (Lage)                          | Hotel-Restaurant Riviera                                             | Einfriedung                                                                        |      |
| 09045812 | Regattastraße 161 (Lage)                          | Denkmalverlust:                                                      | Wohngebäude am Ballsaal, Abriss 2019–2020                                          |      |
| 09045812 | Regattastraße 161 (Lage)                          | Denkmalverlust:                                                      | Anbau, Abriss 2019–2020                                                            |      |
| 09045633 | Regattastraße 170 (Lage)                          | Gehöft mit Bauernhaus, Ställen, Vorgarteneinfriedung und Pflasterung | Bauernhaus, um 1880, mit straßenseitiger Freitreppe, Stuckfassade und Schieferdach |      |
| 09045633 | Regattastraße 170 (Lage)                          | Gehöft mit Bauernhaus, Ställen, Vorgarteneinfriedung und Pflasterung | Ställe mit Pflasterung                                                             |      |
| 09045755 | Richterstraße 11–13 (Lage)                        | vier Beamtenwohnhäuser der Reichsbahn                                | um 1900                                                                            |      |

## Baudenkmale
| Nr.      | Lage                                           | Offizielle Bezeichnung                                          | Beschreibung                                                                                               | Bild                                                  |
| -------- | ---------------------------------------------- | --------------------------------------------------------------- | --- | ----------------------------------------------------- |
| 09045756 | Adlergestell (zwischen Nr. 522 und 558) (Lage) | Alter Bahnhof Grünau                                            | 1888–1889                                                                                                  | Ehemaliges Empfangsgebäude des Bf Berlin-Grünau, 2018 |
| 09045814 | Don-Ugoletti-Platz Kochelseestraße (Lage)      | Friedenskirche                                                  | Die Friedenskirche wurde 1904 bis 1906 nach Plänen von Ludwig von Tiedemann und Wilhelm Walther errichtet. | Friedenskirche                                        |
| 09045631 | Regattastraße 82/86 (Lage)                     | Gemeindeschule Grünau                                           | 1900–1902 von E. Schrammer                                                                                 | Berlin-Grünau Regattastraße Gemeindeschule            |
| 09045631 | Regattastraße 82/86 (Lage)                     | Gemeindeschule Grünau                                           | Turnhalle, 1914                                                                                            |                                                       |
| 09045631 | Regattastraße 82/86 (Lage)                     | Denkmalverlust: Anbau                                           | Anbau an der Turnhalle, vor 2000 abgerissen                                                                |                                                       |
| 09066758 | Regattastraße 94 (Lage)                        | Wohnhaus                                                        | um 1885 | Regattastr. 94                                        |
| 09055142 | Regattastraße 152 (Lage)                       | Wohnhaus                                                        | 1886 |                                                       |
| 09045632 | Regattastraße 158 (Lage)                       | „Cafe Liebig“ mit Gehöft                                        | Gaststätte, um 1890                                                                                        |                                                       |
| 09045632 | Regattastraße 158 (Lage)                       | „Cafe Liebig“ mit Gehöft                                        | Wohnhaus                                                                                                   |                                                       |
| 09045632 | Regattastraße 158 (Lage)                       | „Cafe Liebig“ mit Gehöft                                        | Ställe, Scheunen und Hofpflasterung                                                                        |                                                       |
| 09045632 | Regattastraße 158 (Lage)                       | Teilverlust: Scheunen                                           | 2005 und 2012 wurden Scheunen des Gehöfts abgerissen                                                       |                                                       |
| 09045813 | Regattastraße 167 (Lage)                       | Gesellschaftshaus Grünau                                        | Gaststättengebäude mit Bildersaal, 1897–1898, 2019 Brandschaden und Teilabriss                             |                                                       |
| 09045813 | Regattastraße 167 (Lage)                       | Gesellschaftshaus Grünau                                        | Saalgebäude, 2019 Brandschaden und Teilabriss                                                              |                                                       |
| 09045813 | Regattastraße 167 (Lage)                       | Gesellschaftshaus Grünau                                        | Verbindene Veranda, 1900, 2019 Brandschaden und Teilabriss                                                 |                                                       |
| 09097821 | Regattastraße 191, 197 (Lage)                  | Regattatribüne Bestandteil des Ensembles: Regattastrecke Grünau | 1935–1936 von Herbert Ruhl                                                                                 |                                                       |
| 09045634 | Regattastraße 231 (Lage)                       | Berliner Segler Club                                            | 1904–1905 von Emil Frey                                                                                    |                                                       |
| 09045635 | Regattastraße 237 (Lage)                       | Akademischer Ruderverein                                        | 1902–1903 von Spalding & Loebell                                                                           |                                                       |
| 09097753 | Regattastraße 239 (Lage)                       | Berliner Ruder-Club Sport-Borussia                              | 1905–1906 von Toebelmann & Groß, 1924–1925 Umbau Herbert Ruhl                                              |                                                       |
| 09045636 | Regattastraße 245 (Lage)                       | Yachtclub Grünau, Boots- und Vereinshaus                        | um 1914–1915 von Ernst Thielebier                                                                          |                                                       |
| 09045637 | Regattastraße 277 (Lage)                       | Bootshaus der Danatbank (Funkhaus Grünau)                       | 1929–1930 von Otto Zbrzezny                                                                                |                                                       |
| 09045637 | Regattastraße 277 (Lage)                       | Bootshaus der Danatbank (Funkhaus Grünau)                       | Lindenreihen, 1930 vom Willy Lange                                                                         |                                                       |
| 09020085 | Walchenseestraße 3 (Lage)                      | Wohnhaus Buchholtz                                              | Holzhaus, 1921–1922 von Karl Bertsch (Deutsche Werkstätten Hellerau), 1930 nach Grünau versetzt            |                                                       |